# Rossau (Altmark)
Rossau is een ortsteil van de Duitse stad Osterburg (Altmark) in de deelstaat Saksen-Anhalt. Rossau was tot 1 juli 2009 een zelfstandige gemeente in de Landkreis Stendal.